# Bundesliga niemiecka w szachach
Schachbundesliga – najwyższa klasa drużynowych rozgrywek szachowych w Niemczech, organizowana przez DSB. Zwycięzca ligi zostaje mistrzem Niemiec.

## Historia
Drużynowe mistrzostwa Niemiec zorganizowano po raz pierwszy w 1934 roku, a od 1938 roku uczestniczyły w nich kluby. W 1974 roku wprowadzono rozgrywki Bundesligi podzielone na cztery grupy, a zwycięzcy grup spotykali się w rundzie finałowej. Od 1980 roku Bundesliga liczy szesnaście klubów z całych Niemiec bez podziału na grupy.

## Medaliści
| Sezon     | 1. miejsce                | 2. miejsce                | 3. miejsce                |
| --------- | ------------------------- | ------------------------- | ------------------------- |
| 1980/1981 | Solinger SG 1868          | SG Porz                   | SG Bochum 31              |
| 1981/1982 | SG Porz                   | Königsspringer Frankfurt  | Solinger SG 1868          |
| 1982/1983 | Bayern Monachium          | SG Porz                   | Königsspringer Frankfurt  |
| 1983/1984 | SG Porz                   | Solinger SG 1868          | SG Enger-Spenge           |
| 1984/1985 | Bayern Monachium          | Solinger SG 1868          | SG Porz                   |
| 1985/1986 | Bayern Monachium          | Solinger SG 1868          | Hamburger SK              |
| 1986/1987 | Solinger SG 1868          | Bayern Monachium          | Hamburger SK              |
| 1987/1988 | Solinger SG 1868          | Hamburger SK              | Bayern Monachium          |
| 1988/1989 | Bayern Monachium          | Solinger SG 1868          | SG Porz                   |
| 1989/1990 | Bayern Monachium          | Solinger SG 1868          | Münchener SC 1836         |
| 1990/1991 | Bayern Monachium          | SG Porz                   | Solinger SG 1868          |
| 1991/1992 | Bayern Monachium          | SG Porz                   | Solinger SG 1868          |
| 1992/1993 | Bayern Monachium          | SG Porz                   | Münchener SC 1836         |
| 1993/1994 | SG Porz                   | Bayern Monachium          | SC Stadthagen             |
| 1994/1995 | Bayern Monachium          | SG Porz                   | SV Empor Berlin           |
| 1995/1996 | SG Porz                   | Solinger SG 1868          | Dresdner SC               |
| 1996/1997 | SG 1868-Aljechin Solingen | SG Porz                   | SV Empor Berlin           |
| 1997/1998 | SG Porz                   | SG 1868-Aljechin Solingen | Hamburger SK              |
| 1998/1999 | SG Porz                   | SG 1868-Aljechin Solingen | Dresdner SC               |
| 1999/2000 | SG Porz                   | SG 1868-Aljechin Solingen | Delmenhorster SK          |
| 2000/2001 | Lübecker SV 1873          | SG Porz                   | SG 1868-Aljechin Solingen |
| 2001/2002 | Lübecker SV 1873          | SG Porz                   | SG 1868-Aljechin Solingen |
| 2002/2003 | Lübecker SV 1873          | SG Porz                   | Werder Brema              |
| 2003/2004 | SG Porz                   | SC Baden-Oos              | TV Tegernsee              |
| 2004/2005 | Werder Brema              | SG Porz                   | OSC Baden-Baden           |
| 2005/2006 | OSC Baden-Baden           | Werder Brema              | SG Porz                   |
| 2006/2007 | OSC Baden-Baden           | Hamburger SK              | SG Porz                   |
| 2007/2008 | OSC Baden-Baden           | Werder Brema              | SV Mülheim-Nord           |
| 2008/2009 | OSG Baden-Baden           | Werder Brema              | TV Tegernsee              |
| 2009/2010 | OSG Baden-Baden           | Werder Brema              | SG Solingen               |
| 2010/2011 | OSG Baden-Baden           | Werder Brema              | SC Eppingen               |
| 2011/2012 | OSG Baden-Baden           | Werder Brema              | SG Solingen               |
| 2012/2013 | OSG Baden-Baden           | SV Mülheim-Nord           | SG Solingen               |
| 2013/2014 | OSG Baden-Baden           | SV Mülheim-Nord           | SV 1930 Hockenheim        |
| 2014/2015 | OSG Baden-Baden           | Werder Brema              | SV 1930 Hockenheim        |
| 2015/2016 | SG Solingen               | OSG Baden-Baden           | Werder Brema              |
| 2016/2017 | OSG Baden-Baden           | SV 1930 Hockenheim        | SG Solingen               |
| 2017/2018 | OSG Baden-Baden           | SG Solingen               | SV 1930 Hockenheim        |
| 2018/2019 | OSG Baden-Baden           | SV 1930 Hockenheim        | SG Solingen               |
| 2019/2021 | OSG Baden-Baden           | SF Deizisau               | SV 1930 Hockenheim        |
| 2021/2022 | OSG Baden-Baden           | SC Viernheim              | SG Solingen               |
| 2022/2023 | OSG Baden-Baden           | SC Viernheim              | SF Deizisau               |
| 2023/2024 | SC Viernheim              | OSG Baden-Baden           | Werder Brema              |
| 2024/2025 | Düsseldorfer SK           | SC Viernheim              | OSG Baden-Baden           |